# Unitz
Unitz (oberfränkisch: Unids) ist ein Gemeindeteil der Gemeinde Harsdorf im Landkreis Kulmbach (Oberfranken, Bayern). Unitz liegt in der Gemarkung Harsdorf.

## Geographie
Der Weiler liegt am Rande eines Hochplateaus, das zu dem Obermainischen Hügelland zählt. Im Süden fällt der bewaldete Hang zum breiten Trebgasttal ab. Ein Anliegerweg führt nach Oberlaitsch (0,5 km nördlich).

## Geschichte
Der Ort wurde 1740 als „Unüz“ erstmals urkundlich erwähnt. Namensgebend ist das Adjektiv unnütz. Dieses soll wahrscheinlich auf den schlechten, ertragslosen Boden verweisen.
Gegen Ende des 18. Jahrhunderts bestand Unitz aus einem Anwesen. Das Hochgericht übte das bayreuthische Stadtvogteiamt Kulmbach aus. Das Stiftskastenamt Himmelkron war Grundherr des Tropfhauses.
Von 1797 bis 1810 unterstand der Ort dem Justiz- und Kammeramt Kulmbach. Mit dem Gemeindeedikt wurde Unitz dem 1811 gebildeten Steuerdistrikt Harsdorf und der 1812 gebildeten gleichnamigen Ruralgemeinde zugewiesen.

### Einwohnerentwicklung
| Jahr      | 001809 | 001818 | 001861 | 001871 | 001885 | 001900 | 001925 | 001950 | 001961 | 001970 | 001987 |
| Einwohner | 3      | 6      | 8      | 11     | 8      | 13     | 5      | 6      | 7      | 3      | 6      |
| Häuser    |        | 1      |        |        | 2      | 2      | 2      | 2      | 3      |        | 5      |
| Quelle    | [ 11 ] | [ 8 ]  | [ 12 ] | [ 13 ] | [ 14 ] | [ 15 ] | [ 16 ] | [ 17 ] | [ 18 ] | [ 19 ] | [ 1 ]  |

## Religion
Unitz ist evangelisch-lutherisch geprägt und nach St. Martin (Harsdorf) gepfarrt.